# Пришиб (Кременчуцький район)
Приши́б — село в Україні, у Пришибській сільській громаді Кременчуцького району Полтавської області. Населення становить 997 осіб. Орган місцевого самоврядування — Пришибська сільська рада , до якої, крім того, входять села Єристівка та Роботівка.

## Географія
Село Пришиб знаходиться на правому березі річки Сухий Кобелячок, вище за течією на відстані 3 км розташоване село Кобелячок, нижче за течією на відстані 3,5 км розташоване село Петрашівка. 18 км до залізничної станції Потоки. 
Поруч із селом знаходяться кар'єр Полтавського ГЗК, відвали і відстійники.

## Походження назви
Назва села Пришиб сягає старослов'янської мови і означає «круча над закрутом річки, коліно річки, місце удару течії».

## Історія

### Давня історія
Поруч з селом знаходяться кургани:
«Шведська могила», ур. Хресток -  за 0,55 км на північний схід від приміщення Пришибської сільської ради, у східній частині села, за 0,02 км на південний схід від вул. Бахарєва, що веде на автодорогу до с. Кобелячок, координати в системі (WGS-84):
N(широта) 49º2´49.73´´
E(довгота) 33º44´32.93´´.
Розміри (висота х діаметр): 1,60 х 22-33 м. Насип кургану задернований.
ІV-ІІ тис. до н.е., епоха енеоліту – бронзового віку.
Оглядався О.Б. Супруненком (1982, 2007 і 2010 рр.).
«Новоселівська могила»  - розташований на північно-західному кутку с. Пришиб за 2,56 км на північний захід від приміщення виконкому Пришибської сільської ради, за 1,48 км на південний захід від північної околиці села, за 1,95 км на південь від південної окраїни с. Єристівка, на захід від шосе Пришиб-с. Павлики (кол. Комінтерн)-Солониця, на місці колишнього с. Новоселівки-Шевченкове, в урочищі Кругляк, координати в системі (WGS-84):
N (широта) 49º3´20.61´´
E(довгота) 33º42´23.56´´.
Розміри (висота х діаметр): 7,50 х 64-68 м. Насип кургану задернований. На поверхні насипу на сьогодні зберігся ряд кам’яних хрестів над похованнями кін. ХІХ – поч. ХХ ст.
ІV-І тис. до н.е., епоха енеоліту – раннього залізного віку.
Оглядався Г.М. Некрасовою (1986 р.), обстежувався О.Б. Супруненком і В.В. Шерстюком (2006 та 2010, 2011 рр.).

### Заснування
Село вперше згадується у XVII сторіччі, коли було подароване царем Михайлом Федоровичем отаманові запорозьких козаків Сірку. Село було позначене на стратегічних картах Карла XII у період Північної війни 1700—1721 років. За версією істориків село було засновано козаками Келебердянської козачої фортеці під час розселення їх в XVI столітті.
У кінці 18  - на початку 19ст частина населення вже перебувала у кріпосній залежності.
У виданні "Волости и важнейшие селения Европейской России Выпуск III" від 1885 р. зазначалося що село Пришиб, Кременчуцького повіту Кобелячківської волості мало 81 двір та 650 жителя, церкву православну, 2 постоялих двори, ярмарку, 3 вітряних млина та маслобійний завод. 
За переписом 1859 р у Пришибі Кобелячківської волості Кременчуцького повіту (розташоване по праву сторону транспортного тракту з містечка Потоки до села Озера, через село Кобелячок, при річці Кобелячок) - 278 дворів та 2379 жителів(жінок - 1237, чоловіків - 1142) , мурована Вознесеньска церква (1834, не зберіглася) при ній бібліотека. Відбувався один ярмарок на рік. 
На території сільради збереглися залишки 49 курганів та поховання періоду Північної війни.
Під час визвольної війни українського і білоруського народів 1648-54 років проходили війська філона Джалалія, які приєдналися до Богдана Хмельницького і вели боротьбу проти польських гнобителів. Біля ріки Кобелячок є могила російських солдатів, що загинули в боях із шведами. Напевне, це воїни з корпусу князя Волконського. Курган православним воїнам був споруджений за наказом Петра І і встановлено хрест на могилі полеглих воїнів. За однієї з версій Карл XII переправлявся через Дніпро саме в Пришибі та Келеберді.
За переписом 1900 року діяла козацька громада, було 142 двори, 1026 жителів. 
За даними 1913 року в Пришибі Кобелячківської волості Кременчуцького повіту Полтавської губернії налічувалось 195 дворів та 1029 жителів.  

### Радянська доба
Радянський режим було проголошено в січні 1918 року.
Перший колгосп було організовано у 1928 році. 

### Друга Світова війна
3 вересня 1941 року село було окуповано німецько-нацистськими військами. 27 вересня 1943 року Пришиб було звільнено. Під час окупації було розстріляно 4 особи та 115 осіб вивезено до Німеччини.

## Економіка та соціальна сфера
У селі діють чотири фермерські товариства та одне товариство з виробництва сільськогосподарської продукції (ТОВ «Відродження»).
У селі діє:
- Дитячий садок.
- Загальноосвітня середня школа I—III ступенів.
- Фельдшерсько-акушерський пункт.

## Транспорт
Через село проходять автодороги місцевого значення:
- О1711148 "Кобелячок - Пришиб"
- О1709128 "Василівка - Нова Галещина - Пришиб"
- СІ71128 "Пришиб - Роботівка"

## Культура
- Центр культури і дозвілля;
- Сільська бібліотека.

## Визначні пам'ятки
- Братня могила радянських воїнів.
- Пам'ятний знак жертвам голоду 1933 року.

## Відомі люди
У селі народився герой Радянського Союзу Фещенко Петро Васильович.